# شهرستان میکوستا (میشیگان)
شهرستان میکوستا، میشیگان (به انگلیسی: Mecosta County, Michigan) یک سکونتگاه مسکونی در ایالات متحده آمریکا است که در میشیگان واقع شده‌است.